# IJzige Leeuwnevel
De IJzige Leeuwnevel (Engels: Frosty Leo Nebula) is een protoplanetaire nevel die zich ruwweg op 10.000 lichtjaar (Davis et al. 2005) afstand van de aarde in de richting van het sterrenbeeld Leeuw bevindt. Het is een spectrale bipolaire nevel. Zijn centrale ster is van het optisch spectraaltype K7II, ook wel IJzige Leeuw genoemd. De nevel is ongewoon omdat het spectrum ervan een extreem grote absorptie vertoont op 3,1 µm en ongewoon omdat hij op meer dan 900 pc boven het vlak van onze melkweg staat (Bourke et al. 2000) Verder is deze nevel de enige met een circumstellaire outflow waarin kristallijn ijs het lange-golflengte emissiespectrum domineert (ontdekt in 1990), en de enige bekende met puntsymmetrische afwijkingen van axiale symmetrie.

## Kenmerken
De IJzige Leeuwnevel heeft twee lobben die van elkaar gescheiden zijn door 2″ waartussen zich een stofring bevindt die bijna edge-on gezien wordt. Hij heeft ook twee relatief zwakke maar prominente compacte nevels, of ansae ('handvaten'), gescheiden door ~23″ langs de polaire as van de PPN. De PPN als geheel heeft een zandloperachtige vorm. Hij heeft een inclinatiehoek van 15° ten opzichte van het hemelvlak. Zijn moleculaire omhulsel dijt uit met een snelheid van ~25 km/s.

## Waarnemingsgeschiedenis
Deze PPN werd voor het eerst opgemerkt in de IRAS survey vanwege zijn uitzonderlijk koude IRAS-kleurtemperaturen. Hij heeft ook een uniek scherp maximum bij 60-µm.

## Puntsymmetrie
Het is de eerste bekende bipolaire PPN met puntsymmetrie (alle andere zijn axiaal symmetrisch). Puntsymmetrie is een vrij algemeen kenmerk van planetaire nevels zoals gevonden in NGC 2022, NGC 2371-2, NGC 6309, Kattenoognevel, NGC 6563, Halternevel, Saturnusnevel, A24, en Hb5. Morris & Reipurth 1990 stellen dat de puntsymmetrie het gevolg is van het feit dat de bipolaire uitstroom wordt geleid door een precesserende schijf of een dubbelster met een gemeenschappelijk precesserend omhullensel.

## Naamgeving
Forveille et al. noemden IRAS 09371+1212 in 1987 de "IJzige Leeuwnevel" vanwege hun interpretatie van het extreem ongebruikelijke verre infraroodspectrum van het object waarin de abundantie van water in de gasvormige toestand zeer verlaagd is door condensatie tot korrels ijs en vanwege de locatie in het sterrenbeeld Leeuw. Hun interpretatie werd vervolgens in 1988 geverifieerd door drie onafhankelijke publicaties. Omont et al. 1990 merkten verder in de band tussen 35 en 65 μM op dat zeer koude (<50 K) silicaat stofkorrels, overvloedig bedekt met kristallijn ijs, verantwoordelijk zijn voor de relatief sterke 60-μm emissie.